# Meridian (Misisipi)
Meridian es una ciudad situada en el condado de Lauderdale, en el estado de Misisipi, Estados Unidos. Tiene una población estimada, a mediados de 2023, de 33 551 habitantes.
Es la sede del condado.
Fundada en 1860 en el cruce de la Mobile and Ohio Railroad y la Southern Railway of Mississippi, la ciudad construyó una economía basada en los ferrocarriles y el transporte de mercaderías, y se convirtió en un centro comercial estratégico.

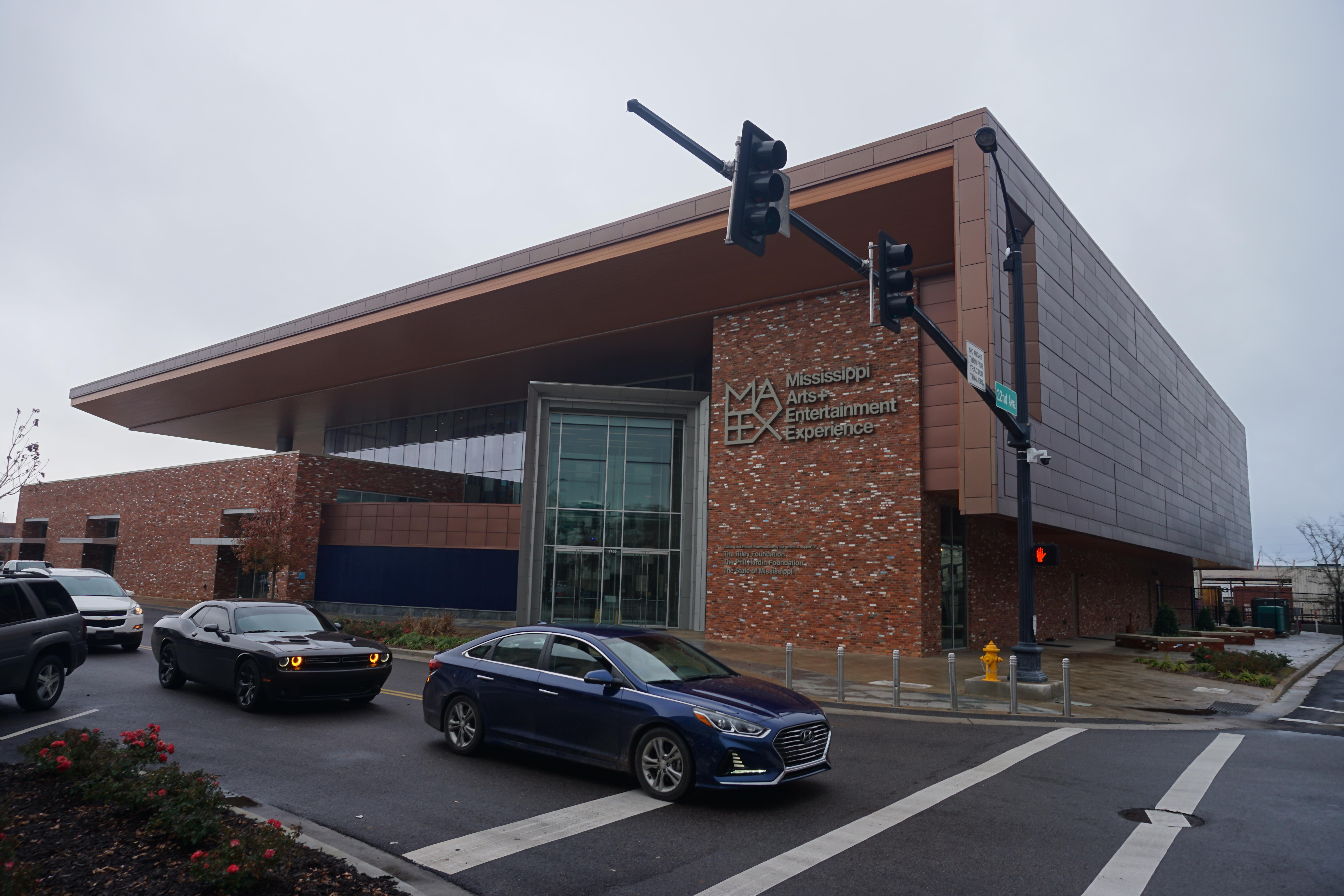
Mississippi Arts + Entertainment Experience (The MAX)

Durante la Guerra de Secesión, el general William Tecumseh Sherman quemó gran parte de la ciudad hasta los cimientos en la batalla de Meridian (febrero de 1864). Reconstruida después de la guerra, la ciudad entró en una "Edad de Oro". Se convirtió en la ciudad más grande de Misisipi entre 1890 y 1930, y en un importante centro de fabricación en el sur, con 44 trenes que llegaban y partían diariamente. La Union Station, construida en 1906, es ahora un centro multimodal, con acceso a Amtrak y Greyhound Buses y un promedio de 242 360 pasajeros por año. Aunque la economía se desaceleró con el declive de la industria ferroviaria, la ciudad se ha diversificado. Las áreas de atención médica, militares y de manufactura industrial emplean a la mayoría de la población (datos de 2010).
La ciudad cuenta con una base militar, la Naval Air Station Meridian, y un aeródromo de uso público y militar, el Aeropuerto Regional de Meridian. En conjunto, ambas instalaciones emplean a más de 4000 personas. En la Naval Air Station Meridian está la sede de la Academia Regional de Entrenamiento Antidrogas (RCTA) y del primer Departamento de Seguridad Nacional local en el estado. Los estudiantes en Training Air Wing ONE (Strike Flight Training) entrenan en el jet de entrenamiento T-45C Goshawk. Key Field, como también se conoce al aeropuerto, lleva el nombre de los hermanos Fred y Al Key, quienes establecieron un récord mundial de vuelo de resistencia en 1935. El campo es ahora la sede de la 186ª Ala de Reabastecimiento Aéreo de la Guardia Nacional Aérea y una instalación de apoyo para la 185ª Brigada de Aviación de la Guardia Nacional del Ejército.
El Hospital de la Rush Foundation es el empleador no militar más grande de la región y emplea a 2610 personas. Entre las muchas organizaciones artísticas y edificios históricos de la ciudad se encuentran el Centro Riley, el Museo de Arte de Meridian, el Pequeño Teatro de Meridian y la Orquesta Sinfónica de Meridian. Meridian contaba con dos bibliotecas Carnegie, una para blancos y otra para afroamericanos. La Carnegie Branch Library, ahora demolida, fue una de varias bibliotecas Carnegie construidas para negros en el sur de los Estados Unidos durante la era de la segregación.
El museo Mississippi Arts + Entertainment Experience (The MAX) se encuentra en el centro de Meridian. Jimmie Rodgers, el "padre de la música country", nació en la ciudad. Highland Park alberga un museo que exhibe recuerdos de su vida y carrera, así como equipos ferroviarios de la era de las máquinas de vapor. El parque también alberga la Dentzel Antique Carousel, un Monumento Histórico Nacional.
Otras personalidades destacadas de la ciudad son la Miss América 1986 Susan Akin ; James Chaney, un activista que fue uno de los tres trabajadores de derechos civiles asesinados en 1964; el cantante Paul Davis; y Hartley Peavey, fundador de Peavey Electronics con sede en Meridian. El juzgado federal fue el sitio del juicio de 1966-1967 de los sospechosos del asesinato de Chaney y otros dos activistas. Por primera vez, un jurado compuesto exclusivamente por blancos condenó a un funcionario blanco por un asesinato por derechos civiles.

## Demografía
Según el censo de 2020, en ese momento la localidad tenía una población de 35 052 habitantes. La densidad de población era de 251.83 hab./km².
| Raza                   | Núm.   | Porc.   |
| ---------------------- | ------ | ------- |
| Afroamericanos         | 23 062 | 65.79%  |
| Blancos                | 10 065 | 28.71%  |
| Amerindios             | 70     | 0.20%   |
| Asiáticos              | 365    | 1.04%   |
| Isleños del Pacífico   | 23     | 0.07%   |
| De otras razas         | 482    | 1.38%   |
| De una mezcla de razas | 985    | 2.81%   |
| Total                  | 35 052 | 100.00% |

Del total de la población, el 2.27% eran hispanos o latinos de cualquier raza.

## Historia
Previamente habitada por los nativos americanos Choctaw, el área ahora llamada Meridian fue obtenida por los Estados Unidos bajo los términos del Tratado de Dancing Rabbit Creek en 1830 durante el período de deportación de los indios. Después de que se ratificó el tratado, los colonos europeo-estadounidenses comenzaron a mudarse al área.
Después de recibir una concesión de tierras federales de unos 8 093 720 m², Richard McLemore, el primer colono de Meridian, comenzó a ofrecer tierras gratis a los recién llegados para atraer a más colonos a la región y desarrollar el área. La mayor parte de la tierra de McLemore fue comprada en 1853 por Lewis A. Ragsdale, un abogado de Alabama. John T. Ball, un comerciante del condado de Kemper, compró los 323 749 m². Ragsdale y Ball, ahora conocidos como los fundadores de la ciudad, comenzaron a diseñar lotes para nuevos desarrollos en sus respectivas secciones de terreno.
Hubo mucha competencia sobre el nombre propuesto para el asentamiento. Ball y los residentes más industriales de la ciudad apoyaron el nombre "Meridian", creyendo que el término era sinónimo de "cruce"; los residentes más agrarios de la ciudad preferían "Sowashee" (que significa "río loco" en choctaw, del nombre de un arroyo cercano); y Ragsdale propuso "Ragsdale City". Ball erigió una estación en Mobile and Ohio Railroad, el letrero en el que alternaría entre "Meridian" y "Sowashee" todos los días. Finalmente, el desarrollo continuo de los ferrocarriles provocó una afluencia de trabajadores ferroviarios que anularon a los demás en la ciudad y dejaron "Meridian" en la estación de forma permanente. La ciudad se incorporó oficialmente como Meridian el 10 de febrero de 1860.

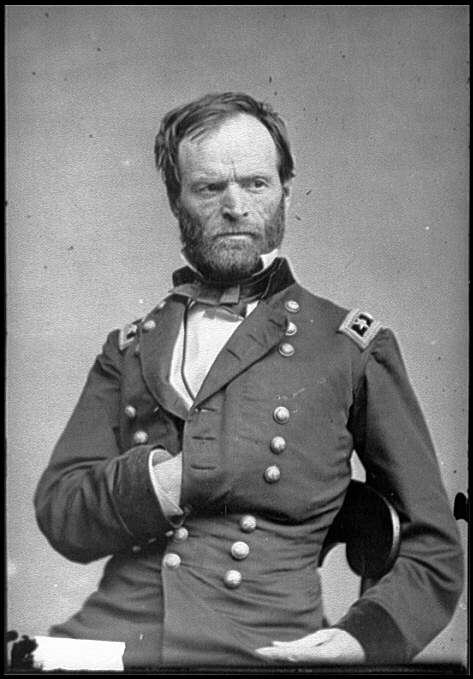
El General del Ejército de la Unión William Tecumseh Sherman luchó y ganó la Batalla de Meridian en 1864.

Al comienzo de la guerra de Secesión en 1861, Meridian todavía era un pequeño pueblo. Pero los confederados hicieron uso de su posición estratégica en el cruce ferroviario y construyeron allí varias instalaciones militares para apoyar la guerra. Durante la Batalla de Meridian en 1864, el general de la Unión William Tecumseh Sherman condujo tropas a la ciudad, destruyendo las vías férreas en todas direcciones, así como un arsenal e inmensos almacenes; sus fuerzas quemaron muchos de los edificios hasta los cimientos. Se informa que Sherman dijo después: "Meridian, con sus depósitos, almacenes, arsenal, hospitales, oficinas, hoteles y acantonamientos, ya no existe". A pesar de la destrucción, los trabajadores repararon rápidamente las vías del tren y volvieron a funcionar 26 días hábiles después de la batalla.
Las relaciones raciales fueron tensas durante la era de la Reconstrucción, ya que los blancos se resistieron a que se permitiera a los libertos elegir su trabajo, votar y tener libertad de movimiento. Después de un incendio que dañó muchos negocios, estalló el disturbio de 1871, con blancos atacando a negros en la comunidad. La comunidad negra se había expandido después de la guerra, ya que la gente se mudó a la ciudad en busca de más oportunidades y para crear una comunidad lejos de la supervisión de los blancos.
La ciudad floreció después de la Guerra de Secesión y experimentó su "Edad de Oro" desde 1880 hasta 1910. Los ferrocarriles en el área cubrieron tanto el transporte de pasajeros como las necesidades industriales, estimulando la industria, los negocios y el auge de la población. La actividad comercial relacionada aumentó en el centro de la ciudad. Entre 1890 y 1930, Meridian fue la ciudad más grande de Misisipi y un importante centro de fabricación en el Sur.
La riqueza generada por esta fuerte economía hizo que los residentes construyeran muchos edificios excelentes, que ahora se conservan como estructuras históricas, incluida la Gran Ópera en 1890, la Escuela Wechsler en 1894, dos bibliotecas Carnegie en 1913, y el Threefoot Building, el rascacielos más alto de Meridian, en 1929.

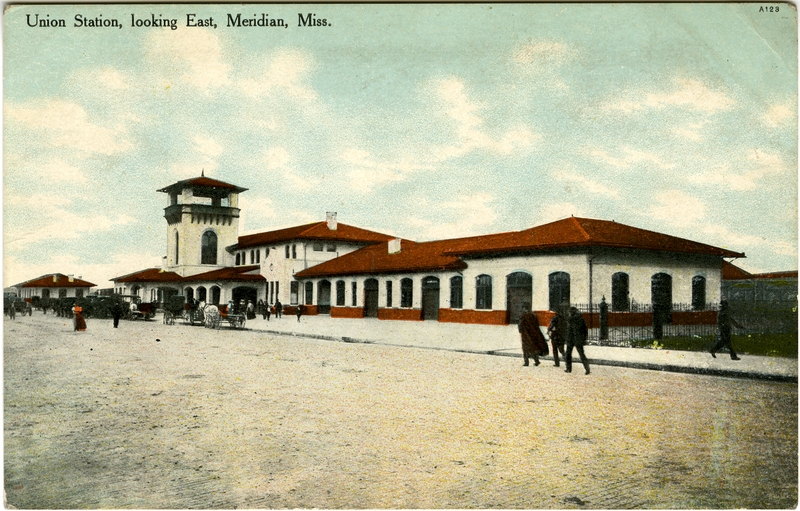
Meridian Union Station a principios del siglo XX

La ciudad siguió creciendo gracias a los esfuerzos del gobierno de una comisión para incorporar 90 nuevas plantas industriales en 1913 y una industria automovilística en auge en la década de 1920. Incluso durante la caída de la bolsa de valores de 1929 y la Gran Depresión posterior, la ciudad siguió atrayendo nuevos negocios. Con el escapismo volviéndose popular en la cultura durante la profundidad de la Depresión, el edificio SH Kress & Co., construido para "brindar lujo al hombre común", abrió en el centro de Meridian, al igual que el Temple Theatre, que fue el primero utilizado como sala de cine. El juzgado federal fue construido en 1933 como un proyecto de la WPA.
Después de una breve desaceleración de la economía al final de la Depresión, el país entró en la Segunda Guerra Mundial, que renovó la importancia de los ferrocarriles. Los rieles eran esenciales para transportar gasolina y chatarra para construir vehículos militares, por lo que Meridian volvió a convertirse en el centro ferroviario de la región. Esta renovada prosperidad continuó hasta la década de 1950, cuando la asequibilidad de los automóviles y el sistema de carreteras interestatales subsidiado atrajeron a los pasajeros de los trenes. El declive de la industria ferroviaria, que también pasó por una reestructuración considerable entre las líneas de carga, provocó importantes pérdidas de puestos de trabajo. La población de la ciudad disminuyó cuando los trabajadores se fueron a otras áreas.

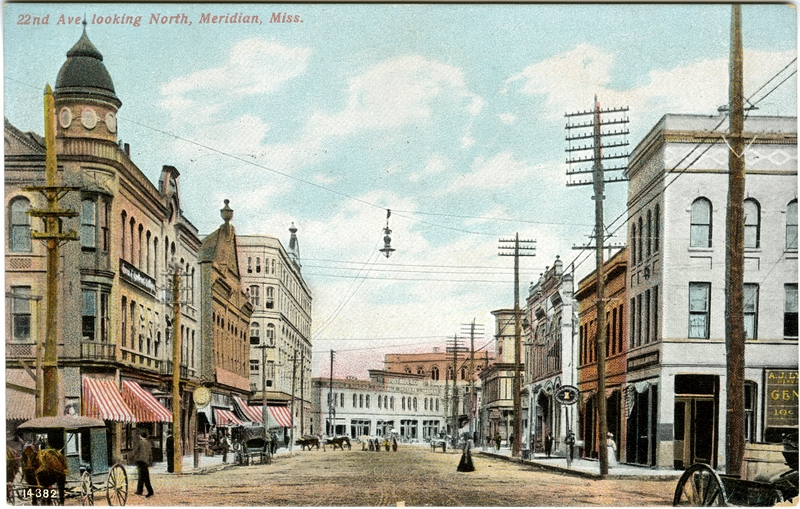
El centro de Meridian a principios de 1900 (foto tomada cerca de la intersección de la avenida 22 y la calle 4 mirando hacia el norte)

Durante el movimiento por los derechos civiles en la década de 1960, en Meridian hubo una oficina del Consejo de Organizaciones Federadas (COFO) y varias otras organizaciones activistas. James Chaney y otros residentes locales, junto con Michael Schwerner, su esposa Rita y Andrew Goodman, voluntarios de la ciudad de Nueva York, trabajaron para crear un centro comunitario. Dieron clases durante Freedom Summer para ayudar a preparar a los afroamericanos en el área para que se prepararan para recuperar su derecho al voto constitucional, después de haber sido excluidos de la política desde la privación del derecho al voto en 1890. Los blancos de la zona resintieron el activismo y atacaron físicamente a los trabajadores de derechos civiles. En junio de 1964, Chaney, Schwerner y Goodman fueron al condado de Neshoba, Misisipi, para reunirse con miembros de una iglesia negra que había sido bombardeada e incendiada. Los tres desaparecieron esa noche en su camino de regreso a Meridian. Luego de una investigación masiva del FBI, sus cuerpos asesinados fueron encontrados dos meses después, enterrados en una presa de tierra.
Siete miembros del Klan, incluido un ayudante del sheriff, fueron condenados por un jurado compuesto exclusivamente por blancos en el tribunal federal de Meridian por "privar a las víctimas de sus derechos civiles". Tres acusados fueron absueltos en el juicio por los asesinatos de Chaney, Goodman y Schwerner. Esta fue la primera vez que un jurado blanco condenó a "un funcionario blanco en un asesinato de derechos civiles".
En 2005, el estado presentó cargos en el caso por primera vez. Edgar Ray Killen fue declarado culpable de homicidio involuntario y condenado a 60 años de prisión. Más tarde, Meridian honró a Chaney cambiando el nombre de una parte de la avenida 49 en su honor y celebrando un servicio conmemorativo anual.

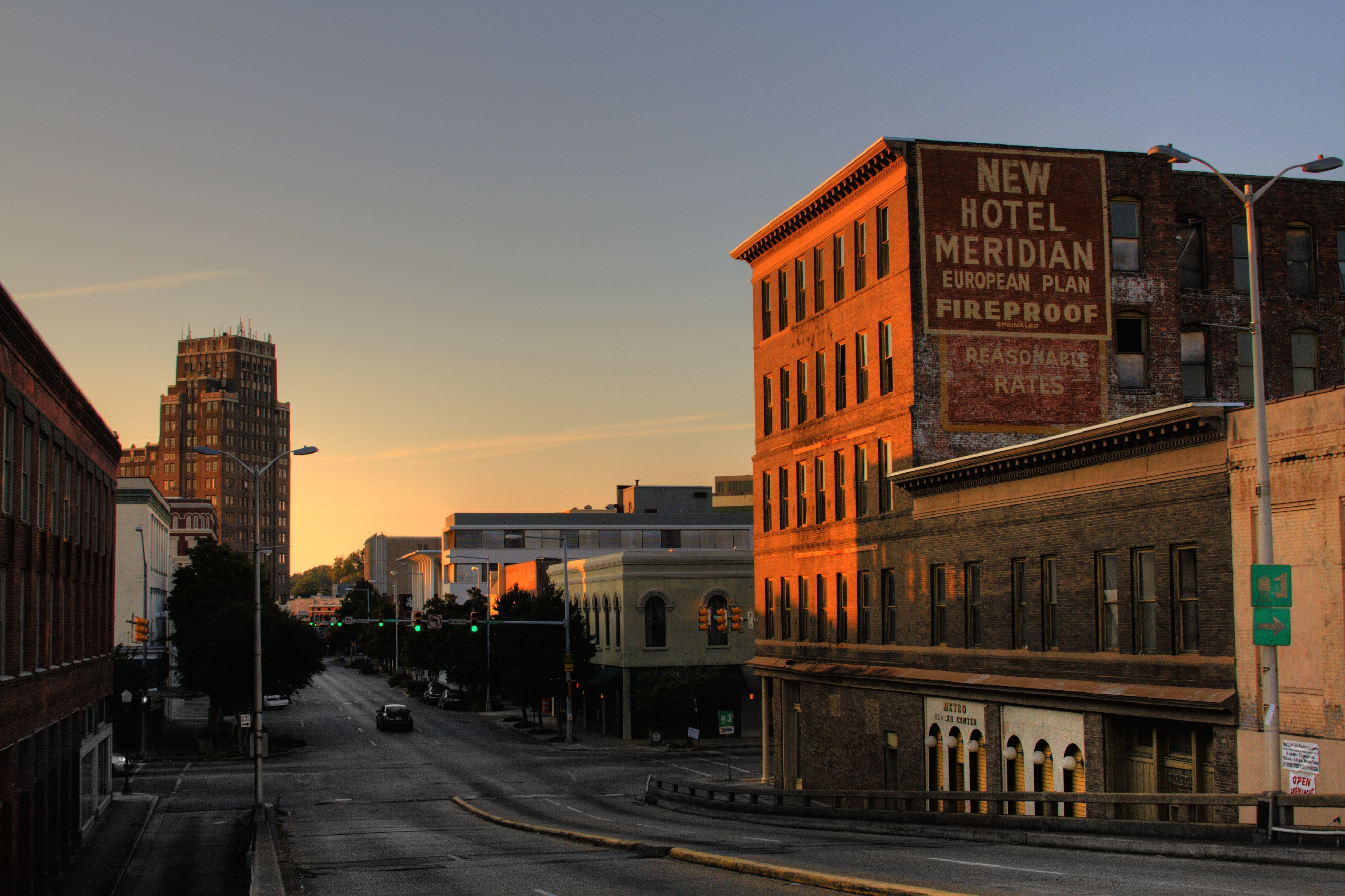
Vista de la ciudad con el Hotel Meridian, ya demolido

A partir de la década de 1960 y luego de la construcción de carreteras que facilitaron los desplazamientos, los residentes comenzaron a alejarse del centro de la ciudad en favor de nuevas subdivisiones de viviendas en el norte. Después de que los intereses comerciales de la franja comenzaron a trasladarse al centro, la ciudad trabajó para designar varias áreas como distritos históricos en las décadas de 1970 y 1980 para preservar el carácter arquitectónico de la ciudad. La Comisión de Monumentos y Distritos Históricos de Meridian se creó en 1979, y el programa Meridian Main Street se fundó en 1985.
Meridian Main Street organizó varios proyectos para revitalizar el centro. Esto incluyó la construcción de una nueva estación de Amtrak en 1997, basada en el diseño de la histórica estación de tren utilizada durante la Edad de Oro de Meridian; había sido demolido. Otros proyectos incluyeron la renovación del edificio Rosenbaum en 2001 y el restaurante Weidmann's en 2002, así como el apoyo al diseño urbano integrado. Meridian Main Street, junto con The Riley Foundation, ayudaron a renovar y adaptar el histórico Grand Opera House en 2006 para usarlo como el "Centro Riley para la Educación y las Artes Escénicas de la Universidad Estatal de Misisipi".
Después de que la propiedad de Meridian Main Street se transfiriera a Alliance for Downtown Meridian a fines de 2007, las dos organizaciones, junto con Meridian Downtown Association, encabezaron el esfuerzo de revitalización del centro. Alliance sirve como una organización paraguas, lo que permite que las otras dos organizaciones utilicen su personal de apoyo y alojamiento, y a su vez, Alliance sirve como enlace entre las organizaciones. Los planes estaban en marcha para renovar el edificio Threefoot, pero la recién elegida alcaldesa Cheri Barry eliminó los planes a principios de 2010. Hoy, Alliance ayuda a promover un mayor desarrollo y restauración del centro; su objetivo es ayudar a negocios como tiendas especializadas, restaurantes y bares porque ayudan al centro a ser más activo durante el día y la noche. La Asociación Meridian Downtown se enfoca principalmente en aumentar el tráfico peatonal en el centro mediante la organización de eventos especiales, y el programa Meridian Main Street apoya a los negocios existentes en el centro.

## Personalidades destacadas
- Jimmie Rodgers, pionero de la música country
- Hayley Williams, cantante de Paramore
- Alejandro Villanueva, jugador de fútbol americano